# Edward Fisher
Edward Fisher   (Jamaica, 11 de gener de 1848 - Toronto, 31 de maig de 1913) va ser director d'orquestra, professor, organista i fundador i primer director musical del Conservatori de Música de Toronto.
Nascut a Jamaica, Vermont, va estudiar al Conservatori de Música de Boston el 1867. Entre els seus professors hi havia Julius Eichberg, Joseph Bennett Sharland i Whitney Eugene Thayer. Posteriorment, va estudiar a Berlín, Alemanya, amb Carl August Haupt i Carl Albert Loeschhorn. El 1875 es va traslladar a Ottawa, Ontario, Canadà, convertint-se en director musical de lOttawa Ladies College i dirigint lOttawa Choral Society. Fisher es va traslladar a Toronto, Ontario, on va ser organista a l'església presbiteriana de St Andrew, des del 1879 fins al 1899. També va ser director musical de lOntario Ladies College de Whitby, Ontario. El 1886 va fundar el Conservatori Superior de Música de Toronto i va ser nomenat director musical.
Va morir a Toronto el 31 de maig de 1913 i el va succeir Augustus Stephen Vogt.